# Park Narodowy Dolnosaksońskiego Morza Wattowego
Park Narodowy Dolnosaksońskiego Morza Wattowego (niem. Nationalpark Niedersächsisches Wattenmeer) – jeden z 16 parków narodowych i drugi co do wielkości (3450 km²) na terenie Niemiec. Znajduje się na części niemieckiego wybrzeża Morza Północnego, między zatoką Dollard na granicy z Holandią na zachodzie, a Cuxhaven u ujścia kanału żeglugowego Łaby na wschodzie. Od czerwca 2009 roku park jest wpisany na listę Światowego Dziedzictwa UNESCO.

## Ekologia
Siedliska chronione przez ten park to osuchy, słone mokradła, plaże, wydmy i ujścia rzek do Morza Północnego. Szczególną uwagę poświęcono dzikiej faunie i florze typowej dla Morza Wattowego, którego częścią jest park.

## Strefy
Park narodowy podzielony jest na trzy strefy o różnym statusie ochrony:
- Strefa I – najściślej chroniona strefa stanowi około 68,5% powierzchni i można z niej korzystać tylko w kilku obszarach, takich jak oznaczone szlaki lub z pomocą przewodników.
- Strefa II – strefa pośrednia stanowi 31,0% obszaru i można ją odwiedzać przez cały rok na wyznaczonych szlakach, z wyjątkiem wyznaczonych rezerwatów ptaków. W ciągu roku również w tej strefie może obowiązywać zakaz wejścia, głównie w okresie od 1 kwietnia do 31 lipca, podczas okresu rozrodu, karmienia i odpoczynku ptaków.
- Strefa III – strefa rekreacyjna stanowi najmniejszą część powierzchni na poziomie 0,5% i jest wykorzystywana głównie przez ludzi do rekreacji.

## Wyspy w Parku Narodowym
Park Narodowy obejmuje także obszary Wysp Wschodniofryzyjskich: Borkum, Lütje Horn, Memmert, Juist, Norderney, Baltrum, Langeoog, Spiekeroog, Wangerooge, Minsener oog i Mellum (w kolejności z zachodu na wschód). Duże części tych wysp należą do strefy ochrony I + II. Na niezamieszkane wyspy (znajdujące się w strefie I – Lütje Horn, Memmert, Minsener oog i Mellum) nie można wejść bez zezwolenia. Całkowicie wyłączone z ochrony parku narodowego są tylko faktyczne obszary osadnicze i infrastrukturalne na zamieszkanych wyspach.